# Alfredo Tubino
Alfredo Tubino (? — Porto Alegre, 19 de agosto de 1928) foi um artista brasileiro.
Não se conhece suas origens e formação artística. No cadastro eleitoral de 1908 é dito que era filho de J. B. Tubino, tinha 38 anos e estava casado. Tinha um diploma obscuro e ao que parece seu talento foi cultivado principalmente de maneira autodidata, manifestando-se em múltiplas frentes. Fez sua estreia pública em Porto Alegre em 1886, anunciando-se como discípulo de Oreste Coliva e atuante como pintor e dourador. Já devia ter alguma fama localmente, pois no mesmo ano foi-lhe encomendada a decoração do suntuoso Theatro São Pedro para as comemorações do 1º aniversário da Sociedade Dramática Luso-Brasileira, saindo-se com elogios ao trabalho.
Em 1892 pintou um novo pano de boca para o Teatro Sete de Abril de Pelotas, e a partir de então passou a experimentar uma multiplicidade de técnicas artísticas e fazer os trabalhos mais variados, onde se incluíam pintor de placas de anúncios, pintor de retratos, paisagens e marinhas, pintor de paredes, decorador de cinemas, construtor de coretos, pavilhões festivos e carros alegóricos, montador de carrosséis, dourador de túmulos, pintor de decorações murais em residências e outros. Em 1904 estreou no Teatro Politeama sua Companhia Rio-Grandense de Fantoches. Em 1908 fez a decoração do primeiro cinema da capital, o Recreio Ideal. Nesta altura já havia se tornado muito conhecido. Uma nota no jornal A Federação neste ano, noticiando a ornamentação das ruas e praças que lhe foi encomendada para a comemoração do dia da Proclamação da República, diz que era "distinto cenógrafo, cuja competência todos reconhecem". O trabalho foi muito elogiado e lhe valeu uma medalha de ouro oferecida pelo Centro Republicano. Em 1909 foi nomeado alferes honorário da 4ª Companhia da Guarda Nacional. Em 1921 fez a ornamentação da festa do centenário da Irmandade do Divino Espírito Santo, recebendo uma medalha de ouro e discursos em sua homenagem. Foi por muitos anos o "popular e estimado" presidente da sociedade carnavalesca infantil Petit Momo, que organizava desfiles com carros alegóricos em miniatura, sempre muito aplaudidos. Dentre suas obras mais importantes estão três panos de boca para o Theatro São Pedro, um vasto anúncio ornamental para o Mercado Público, e a decoração dos salões da loja maçônica do Grande Oriente Rio-Grandense. Faleceu em Porto Alegre em 19 de agosto de 1928. O obituário diz que era muito conhecido e gozava de geral estima. Deixou a esposa Ignez Gonçalves e vários filhos.
Athos Damasceno não deu grande atenção à sua produção em pintura de cavalete, mas o considerou uma das mais interessantes e folclóricas figuras do mundo artístico da capital do Rio Grande do Sul em sua geração, que se não fez grande fama entre os eruditos, não obstante sempre teve uma boa clientela, foi sempre apoiado pela imprensa e se tornou extremamente apreciado pela classe popular como carnavalesco e projetista de carros alegóricos, cenógrafo e figurinista de grupos cômicos e teatreiro de bonecos, fazendo nesses gêneros, segundo Damasceno, a delícia do público.
"Talvez sem se dar conta do útil papel que desempenhava, foi precisamente aí, no pequeno palco, onde movia com pontualidade exemplar os finos cordéis de seu colorido elenco de calungas, que Alfredo Tubino se realizou plenamente como artista. Empresário honesto, a distribuir ingressos no guichê do toldo ambulante; cenógrafo imaginoso, a projetar e pintar vilarios, vistas e panos de boca de inusitada fantasia e gracioso efeito; manipulador de engraçadíssimos bonecos que encarnariam em cena os entrechos que ele próprio escrevia e memorizava para transmitir ao auditório infantil, imitando a voz de cada personagem — Tubino, o homem dos sete instrumentos, forçou as portas da posteridade".